# Al-Hor
Al-Hor (arabul: الخور) egy tengerparti város Katarban, amely Doha fővárostól 50 kilométerre fekszik. Az ország egyik legnagyobb városa, az al-Hor állam fővárosa. A város neve patakot jelent arabul.
Al-Hor főként az olajiparra alapul, tekintve, hogy közel van Katar északi olaj-, és földgázmezőihez. A város Al Bayt Stadionjában fognak rendezni mérkőzéseket a 2022-es labdarúgó-világbajnokságon.

## Éghajlat
| Hónap                               | Jan. | Feb. | Már. | Ápr. | Máj. | Jún. | Júl. | Aug. | Szep. | Okt. | Nov. | Dec. | Év   |
| ----------------------------------- | ---- | ---- | ---- | ---- | ---- | ---- | ---- | ---- | ----- | ---- | ---- | ---- | ---- |
| Átlagos max. hőmérséklet (°C)       | 20,5 | 22,5 | 27,0 | 32,5 | 39,0 | 41,5 | 42,0 | 40,5 | 39,0  | 35,0 | 29,0 | 23,0 | 32,7 |
| Átlagos min. hőmérséklet (°C)       | 12,0 | 13,5 | 16,0 | 21,0 | 25,0 | 26,5 | 28,5 | 27,5 | 26,0  | 23,5 | 20,0 | 14,0 | 21,2 |
| Átl. csapadékmennyiség (mm)         | 11   | 2    | 2    | 7    | 1    | 0    | 0    | 0    | 0     | 0    | 14   | 22   | 58   |
| Átl. páratartalom (%)               | 61   | 60   | 56   | 53   | 49   | 50   | 51   | 57   | 60    | 63   | 69   | 74   | 59   |
| Forrás: Katari Statisztikai Hatóság |      |      |      |      |      |      |      |      |       |      |      |      |      |

## Demográfia
| Év   | Népesség |
| ---- | -------- |
| 1986 | 8 993    |
| 1997 | 17 793   |
| 2004 | 31 547   |

## Testvérvárosok
- Csita, Japán[3]
- Kangnam-ku, Dél-Korea